# Аліраджа Субаскаран
Аліраджа Субаскаран (Subaskaran Allirajah (нар. 2 березня 1972)) —  британсько-тамільський підприємець. Аліраджа є засновником і головою Lycamobile, телекомунікаційної компанії. Субаскаран є продюсером деяких тамільських фільмів завдяки його дочірній фірмі Lyca Productions, яка знаходиться в  Ченнаї, Індія, його перший фільм був Ніж (Kaththi, 2014). Також був продюсером науково-фантастичного фільму 2.0 (2018), який став найдорожчим фільмом Індії та 9-им  не англомовним найдорожчим фільмом за всі часи.

## Нагороди
В жовтні 2011 Lycatel зайняла 36 місце серед 250 провідних приватних компаній середнього ринку за версією The Sunday Times. Аліраджа отримав золоту нагороду Best Overall Enterprise 2010 року на церемонії нагородження Asian Achievers Award, азійської спільноти у Великій Британії. Asian Voice Political and Public Life нагородило Аліраджу в 2011 році нагородою "Міжнародний підприємець року". 
У 2012 році  English Asian Business Awards нагородила Аліраджа премію "Power Business of the Year 2011" та "Social Entrepreneur of the Year" , за зростання бізнесу Lycamobile у світі